# Vädersjön, Ångermanland
Vädersjön är en sjö i Sollefteå kommun i Ångermanland och ingår i Ångermanälvens huvudavrinningsområde. Sjön är 28 meter djup, har en yta på 1,8 kvadratkilometer och befinner sig 187,1 meter över havet.

## Delavrinningsområde
Vädersjön ingår i det delavrinningsområde (701538-160094) som SMHI kallar för Utloppet av Vädersjön. Medelhöjden är 236 meter över havet och ytan är 14,37 kvadratkilometer. Räknas de 11 avrinningsområdena uppströms in blir den ackumulerade arean 73,95 kvadratkilometer. Högforsån (Norsjöån) som avvattnar avrinningsområdet har biflödesordning 2, vilket innebär att vattnet flödar genom totalt 2 vattendrag innan det når havet efter 27 kilometer. Avrinningsområdet består mestadels av skog (83 procent). Avrinningsområdet har 1,81 kvadratkilometer vattenytor vilket ger det en sjöprocent på 12,6 procent.